# Férfi röplabdatorna a 2015. évi nyári európai ifjúsági olimpiai fesztiválon
A 2015. évi nyári európai ifjúsági olimpiai fesztiválon a férfi röplabda mérkőzéseket július 27. és augusztus 1. között rendezték Tbilisziben.

## Érmesek
| A 2015. évi nyári európai ifjúsági olimpiai fesztivál érmesei férfi röplabdában | A 2015. évi nyári európai ifjúsági olimpiai fesztivál érmesei férfi röplabdában | A 2015. évi nyári európai ifjúsági olimpiai fesztivál érmesei férfi röplabdában | A 2015. évi nyári európai ifjúsági olimpiai fesztivál érmesei férfi röplabdában |
| --- | --- | --- | ------------------------------------------------------------------------------- |
| Arany | Ezüst | Bronz |                                                                                 |
| Lengyelország · Patryk Niemiec · Bartosz Kwolek · Jakub Kochanowski · Łukasz Kozub · Jakub Szymański · Jakub Ziobrowski · Damian Domagała · Kamil Droszyński · Dawid Woch · Mateusz Masłowski · Tomasz Fornal · Tomasz Polczyk | Bulgária · Plamen Shekerdzhiev · Kiril Kotev · Dimitar Uzunov · Ivaylo Ivanov · Kristian Iliev · Stanislav Dramov · Stefan Ivanov · Aleks Grozdanov · Radoslav Parapunov · Gordan Lyutskanov · Georgi Dimitrov · Nikolay Manchev | Olaszország · Pietro Margutti · Alessandro Piccinelli · Edoardo Caneschi · Roberto Cominetti · Riccardo Sbertoli · Francesco Zoppellari · Paolo Zonca · Davide Cester · Gabriele Di Martino · Gianluca Galassi · Matteo Maiocchi · Jacopo Fantini |                                                                                 |

## Csoportkör

### A csoport
|               |      | Mérkőzések | Mérkőzések | Szettek | Szettek | Szettek | Pontok | Pontok | Pontok |
| Csapat        | Pont | Gy         | V          | Sz+     | Sz–     | SzA     | P+     | P–     | PA     |
| ------------- | ---- | ---------- | ---------- | ------- | ------- | ------- | ------ | ------ | ------ |
| Lengyelország | 9    | 3          | 0          | 9       | 0       | Max.    | 227    | 162    | 1,40   |
| Bulgária      | 6    | 2          | 1          | 6       | 4       | 1,50    | 225    | 209    | 1,08   |
| Oroszország   | 3    | 1          | 2          | 4       | 6       | 0,67    | 213    | 228    | 0,93   |
| Grúzia        | 0    | 0          | 3          | 0       | 9       | 0,00    | 162    | 228    | 0,71   |

| 2015. július 27. 11:00 | Oroszország                  | 1–3 | Bulgária | Tbiliszi, Grúzia |
| 2015. július 27. 11:00 | (23–25, 25–22, 21–25, 20–25) |     |          | Tbiliszi, Grúzia |

| 2015. július 27. 16:30 | Lengyelország                     | 3–0 | Grúzia | Tbiliszi, Grúzia |
| 2015. július 27. 16:30 | (25–23, 27–25, 25–13) Jegyzőkönyv |     |        | Tbiliszi, Grúzia |

| 2015. július 28. 11:00 | Lengyelország                     | 3–0 | Oroszország | Tbiliszi, Grúzia |
| 2015. július 28. 11:00 | (25–11, 25–15, 25–22) Jegyzőkönyv |     |             | Tbiliszi, Grúzia |

| 2015. július 28. 16:30 | Grúzia                            | 0–3 | Bulgária | Tbiliszi, Grúzia |
| 2015. július 28. 16:30 | (12–25, 13–25, 20–25) Jegyzőkönyv |     |          | Tbiliszi, Grúzia |

| 2015. július 29. 11:00 | Bulgária                          | 0–3 | Lengyelország | Tbiliszi, Grúzia |
| 2015. július 29. 11:00 | (19–25, 15–25, 19–25) Jegyzőkönyv |     |               | Tbiliszi, Grúzia |

| 2015. július 29. 16:30 | Oroszország                       | 3–0 | Grúzia | Tbiliszi, Grúzia |
| 2015. július 29. 16:30 | (26–24, 25–12, 25–20) Jegyzőkönyv |     |        | Tbiliszi, Grúzia |

### B csoport
|             |      | Mérkőzések | Mérkőzések | Szettek | Szettek | Szettek | Pontok | Pontok | Pontok |
| Csapat      | Pont | Gy         | V          | Sz+     | Sz–     | SzA     | P+     | P–     | PA     |
| ----------- | ---- | ---------- | ---------- | ------- | ------- | ------- | ------ | ------ | ------ |
| Olaszország | 9    | 3          | 0          | 9       | 2       | 4,50    | 269    | 219    | 1,23   |
| Csehország  | 6    | 2          | 1          | 7       | 4       | 1,75    | 258    | 238    | 1,08   |
| Szerbia     | 2    | 1          | 2          | 5       | 8       | 0,63    | 277    | 292    | 0,95   |
| Törökország | 1    | 0          | 3          | 2       | 9       | 0,22    | 201    | 256    | 0,79   |

| 2015. július 27. 13:30 | Törökország                       | 0–3 | Csehország | Tbiliszi, Grúzia |
| 2015. július 27. 13:30 | (22–25, 14–25, 14–25) Jegyzőkönyv |     |            | Tbiliszi, Grúzia |

| 2015. július 27. 19:00 | Olaszország                              | 3–1 | Szerbia | Tbiliszi, Grúzia |
| 2015. július 27. 19:00 | (25–23, 25–14, 25–27, 25–13) Jegyzőkönyv |     |         | Tbiliszi, Grúzia |

| 2015. július 28. 13:30 | Olaszország                       | 3–0 | Törökország | Tbiliszi, Grúzia |
| 2015. július 28. 13:30 | (25–18, 25–21, 25–17) Jegyzőkönyv |     |             | Tbiliszi, Grúzia |

| 2015. július 28. 19:00 | Szerbia                                  | 1–3 | Csehország | Tbiliszi, Grúzia |
| 2015. július 28. 19:00 | (27–29, 25–18, 21–25, 21–25) Jegyzőkönyv |     |            | Tbiliszi, Grúzia |

| 2015. július 29. 13:30 | Csehország                               | 1–3 | Olaszország | Tbiliszi, Grúzia |
| 2015. július 29. 13:30 | (22–25, 25–19, 18–25, 21–25) Jegyzőkönyv |     |             | Tbiliszi, Grúzia |

| 2015. július 29. 19:00 | Törökország                                    | 2–3 | Szerbia | Tbiliszi, Grúzia |
| 2015. július 29. 19:00 | (19–25, 25–21, 21–25, 25–20, 5–15) Jegyzőkönyv |     |         | Tbiliszi, Grúzia |

## Az 5–8. helyért
| 2015. július 31. 11:00 | Szerbia                           | 3–0 | Grúzia | Tbiliszi, Grúzia |
| 2015. július 31. 11:00 | (25–23, 25–16, 25–22) Jegyzőkönyv |     |        | Tbiliszi, Grúzia |

| 2015. július 31. 13:30 | Oroszország                                     | 3–2 | Törökország | Tbiliszi, Grúzia |
| 2015. július 31. 13:30 | (25–13, 25–19, 21–25, 23–25, 15–13) Jegyzőkönyv |     |             | Tbiliszi, Grúzia |

### A 7. helyért
| 2015. augusztus 1. 08:30 | Grúzia                            | 0–3 | Törökország | Tbiliszi, Grúzia |
| 2015. augusztus 1. 08:30 | (14–25, 20–25, 17–25) Jegyzőkönyv |     |             | Tbiliszi, Grúzia |

### Az 5. helyért
| 2015. augusztus 1. 11:00 | Szerbia                                         | 3–2 | Oroszország | Tbiliszi, Grúzia |
| 2015. augusztus 1. 11:00 | (20–25, 18–25, 25–18, 25–22, 15–11) Jegyzőkönyv |     |             | Tbiliszi, Grúzia |

## Elődöntők
| 2015. július 31. 16:30 | Olaszország                                    | 2–3 | Bulgária | Tbiliszi, Grúzia |
| 2015. július 31. 16:30 | (23–25, 25–21, 22–25, 25–18, 4–15) Jegyzőkönyv |     |          | Tbiliszi, Grúzia |

| 2015. július 31. 19:00 | Lengyelország                     | 3–0 | Csehország | Tbiliszi, Grúzia |
| 2015. július 31. 19:00 | (25–19, 25–23, 25–21) Jegyzőkönyv |     |            | Tbiliszi, Grúzia |

## Bronzmérkőzés
| 2015. augusztus 1. 14:00 | Olaszország                              | 3–1 | Csehország | Tbiliszi, Grúzia |
| 2015. augusztus 1. 14:00 | (20–25, 26–24, 25–16, 25–17) Jegyzőkönyv |     |            | Tbiliszi, Grúzia |

## Döntő
| 2015. augusztus 1. 16:30 | Bulgária                          | 0–3 | Lengyelország | Tbiliszi, Grúzia |
| 2015. augusztus 1. 16:30 | (15–25, 14–25, 18–25) Jegyzőkönyv |     |               | Tbiliszi, Grúzia |

## Végeredmény
| Arany | Lengyelország | 15 | 5 | 0 | 377 | 272 | 1,38 | 15 | 0  | Max. |  |  |  |  |
| Ezüst | Bulgária      | 9  | 3 | 2 | 376 | 383 | 0,98 | 9  | 9  | 1    |  |  |  |  |
| Bronz | Olaszország   | 12 | 4 | 1 | 464 | 405 | 1,14 | 14 | 6  | 2,36 |  |  |  |  |
| 4.    | Csehország    | 6  | 2 | 3 | 403 | 409 | 0,98 | 8  | 10 | 0,8  |  |  |  |  |
|       |               |    |   |   |     |     |      |    |    |      |  |  |  |  |
| 5.    | Szerbia       | 9  | 3 | 2 | 455 | 454 | 1,00 | 8  | 7  | 1,14 |  |  |  |  |
| 6.    | Oroszország   | 6  | 2 | 3 | 423 | 426 | 0,99 | 9  | 11 | 0,81 |  |  |  |  |
| 7.    | Törökország   | 3  | 1 | 4 | 371 | 416 | 0,89 | 7  | 12 | 0.58 |  |  |  |  |
| 8.    | Grúzia        | 0  | 0 | 5 | 274 | 378 | 0,72 | 0  | 15 | 0    |  |  |  |  |